# Komunistyczna Partia Bułgarii
Komunistyczna Partia Bułgarii (Комунистическа партия на България, Komunisticzeska partija na Byłgarija, KPB) – partia komunistyczna w Republice Bułgarii. Liderem ugrupowania jest Aleksandyr Paunow. 
Partia została założona w 1996. Od 2001 roku jest częścią Koalicji na rzecz Bułgarii, wraz z m.in. Bułgarską Partią Socjalistyczną. Partia wydaje gazetę "Rabotniczeski westnik".
W wyborach do Parlamentu Europejskiego w 2007 partia uzyskała 0,98% poparcia.
W wyborach parlamentarnych w 2009 roku, Koalicja na rzecz Bułgarii otrzymała 17,7% głosów i 40 z 240 mandatów.